# Ann Bourget
Pour les articles homonymes, voir Bourget.
Ann Bourget (née en 1969 à Québec) est une personnalité politique québécoise. Elle est actuellement directrice-adjointe des affaires régionales chez Hydro-Québec. Elle a été directrice principale des affaires publiques chez Hill-Knowlton Stratégies. Elle a également été directrice générale de la Fédération québécoise des municipalités.  Elle fut la chef du parti politique municipal Renouveau municipal de Québec, avec une majorité au conseil municipal et se présente aux élections à la mairie de la ville de Québec de décembre 2007. Avant sa démission pour participer à ces élections, elle était la conseillère municipale du district Montcalm de la ville de Québec.

## Biographie

### Militantisme
Ann Bourget dirige jusqu'en 2001 le collectif "Vivre en ville", spécialisé dans l'aménagement et l'écologie urbaine.

### Conseillère municipale et chef de parti
Elle est élue pour la première fois conseillère municipale dans Montcalm, un des districts situés dans l'arrondissement La Cité, lors de l'élection municipale générale de 2001, avec l'équipe du Renouveau municipal du maire Jean-Paul L'Allier. Au cours de ce premier terme, elle est responsable notamment des dossiers de l'environnement, de l'immigration, des infrastructures et des travaux publics et elle siège au comité exécutif de la Ville.
Pendant le dernier mandat de Jean-Paul L'Allier, elle est d’abord nommée responsable des dossiers de l’environnement et de l’immigration. Puis, elle se voit confier les responsabilités des infrastructures, des travaux publics et de la gestion des immeubles.
Elle est réélue à son poste de conseillère lors de l'élection municipale générale du 6 novembre 2005. Peu après, elle devient chef du Renouveau municipal de Québec et assume donc le rôle de leader du groupe parlementaire majoritaire au conseil municipal et, paradoxalement, de chef de l'opposition officielle durant le terme de la mairesse Andrée P. Boucher, de novembre 2005 à août 2007. Après le décès de cette dernière en cours de mandat, elle mène une campagne infructueuse à la mairie de Québec. Lors de la campagne, elle affirme que pour rendre la ville plus attractive pour les jeunes, il faut lui insuffler un vent de dynamisme par de nouvelles installations sportives, par le soutien aux jeunes entrepreneurs, par des finances publiques saines et par un fonds pour les événements spéciaux.  Elle veut de plus positionner la ville comme une capitale moderne et ouverte sur le monde qui rendrait le surnom de Vieille Capitale obsolète pour la ville. Au scrutin du 2 décembre 2007, elle obtient 32,7 % des voix, derrière Régis Labeaume, élu maire avec 59,0 % des voix.

### Après la politique
D'avril 2008 jusqu'à mars 2015, Ann Bourget est directrice générale de la Fédération québécoise des municipalités. Cet organisme, présent sur 85 % du territoire habité québécois, regroupe plus de 924 municipalités et presque toutes les municipalités régionales de comté. En mars 2015, elle est embauchée par Hill+Knowlton Stratégies comme directrice principale des Affaires publiques. En septembre 2015 elle devient directrice-adjointe, affaires régionales, chez Hydro-Québec.